# Corée du Nord aux Jeux olympiques d'hiver de 2006
La Corée du Nord est représentée par six athlètes aux Jeux olympiques d'hiver de 2006 à Turin.

## Médailles
|               | Médaille d'or | Médaille d'argent | Médaille de bronze | Total |
| ------------- | ------------- | ----------------- | ------------------ | ----- |
| Corée du Nord | 0             | 0                 | 0                  | 0     |

## Épreuves

### Patinage artistique
Hommes
- Han Jong-in

Femmes
- Kim Yong-suk

Couples
- Jong Hyong-hyok et Phyo Yong-myoung

### Short-track
Femmes
- Ri Hyang-mi
- Yun Jong-suk